# Saliencenetwerk
Het saliencenetwerk (SN, vertaald: opvallendheidnetwerk) is een netwerk van gebieden in de hersenen dat vooral geactiveerd wordt door opvallende gebeurtenissen in de omgeving.
Het netwerk is gevonden met behulp van technieken als diffusion tensor imaging (zie tractografie) en  resting-state functional magnetic resonance imaging (fMRI) waarmee het mogelijk is structurele en functionele kenmerken van verbindingen in de hersenen in vivo in kaart te brengen. Met behulp van een  multivariate analysetechniek die bekendstaat als ICA (Independent Component Analysis) is het mogelijk gebleken patronen van functioneel gerelateerde activiteit in verschillende gebieden van de hersenen te identificeren, zowel in rusttoestand als in actieve toestand.

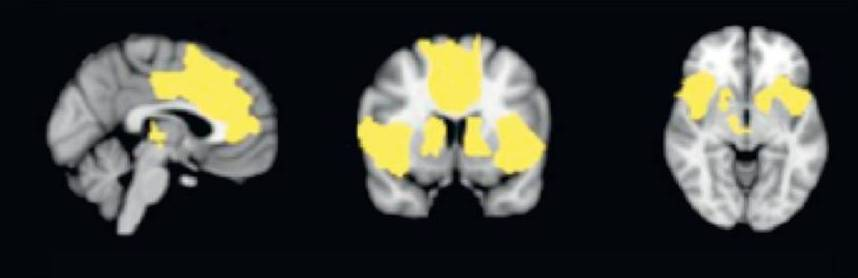
Saliencenetwerk (naar Seeley et al., 2007)

## Anatomie
Kerngebieden van het SN zijn de cortex cingularis anterior, de presupplementaire motorische schors en de insula anterior. De insula fungeert in het netwerk als een centraal kernelement of hub met een regulerende functie.

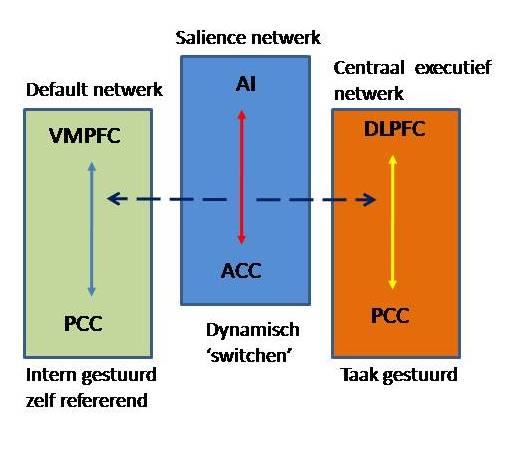
Interactie tussen drie grootschalige netwerken, het DN, SN en CEN. AI=Insula anterior. ACC= Cortex cingularis anterior. PPC= cortex parietalis posterior. VMPFC= ventromediale prefrontale cortex, DLPFC= dorsolaterale prefrontale cortex. (naar Menon en Uddin, 2010)

## Functie
De algemene functie van het SN zou volgens Menon bestaan in het reguleren en controleren van dynamische veranderingen in andere netwerken in de hersenen, zoals het het defaultnetwerk (DN) dat vooral in rust actief is, en het en het centraal-executief netwerk (CEN) dat actief is tijdens taakverrichting, en verantwoordelijk is voor regulatie van hogere cognitieve functies als aandacht en werkgeheugen. De kernfunctie is gebeurtenissen in tijd en ruimte te markeren voor verder bewerking in de hersenen. De insula coördineert daarbij activiteiten van het defaultnetwerk en het centraal-executieve netwerk. De belangrijkste functie van het SN is daarbij het CEN te activeren en het DN te inhiberen.
Menon onderscheidt de volgende deelfuncties van het SN:
- het ‘bottom-up’ detecteren van opvallende gebeurtenissen
- het schakelen tussen andere grootschalige netwerken om geheugen- en aandachtsfuncties te mobiliseren als een opvallende gebeurtenis is ontdekt.
- wisselwerking tussen de voor- en achterdelen van de insula teneinde autonoom fysiologische activiteit te moduleren
- een sterke functionele koppeling met de cortex cingularis anterior waardoor snelle motorische handelingen tot stand kunnen worden gebracht

## Dysfunctie
Bij haperingen in deze regulerende functie zou vooral de cognitieve controle minder efficiënt verlopen.
Dysfunctie van het SN is onder andere gevonden bij patiënten die lijden aan als schizofrenie en hallucinaties en zou kunnen wijzen op een overgevoeligheid voor interne opvallende signalen. Ook zijn er correlaties gevonden tussen activatie van het SN in rust en angstigheid die voor de scan was gemeten. Dysfunctie van de SN zou bovendien bij patiënten met een frontotemporale dementie gepaard gaan met afwijkingen in het functioneren van het defaultnetwerk.  Angstigheid, tobben en negatieve emotionele belevingen blijken samen te gaan met hyperactiviteit van de insula anterior.